# Фернандо Гонсалес
Фернандо Гонсалес (ісп. Fernando Francisco González Ciuffardi; нар. 29 липня 1980, Ла-Рейна, Сантьяго, Чилі) — колишній чилійський тенісист, олімпійський чемпіон.
Олімпійським чемпіоном Гонсалес став у 2004 році на Олімпіаді в Афінах у парному розряді разом із Ніколасом Массу. На тій же Олімпіаді він отримав бронзову медаль у одиночному розряді. Срібну медаль для повного комплекту він здобув в одиночному на олімпійських іграх 2008 року в Пекіні.
Фернандо Гонсалес добирався принаймні до чвертьфіналу всіх турнірів Великого шолома. Найбільшим його успіхом став фінал Відкритого чемпіонату Австралії 2007 року, де він поступився Роджеру Федереру.
Гонсалес оголосив про завершення кар'єри тенісиста в лютому 2012.

## Загальна статистика

### Виступи в одиночних турнірах Великого шолома
| W | Ф | ПФ | ЧФ | #Р | КТ | К# | DNQ | A | NH |

| Турнір                                 | 1998 | 1999 | 2000 | 2001 | 2002 | 2003 | 2004 | 2005 | 2006 | 2007 | 2008 | 2009 | 2010 | 2011 | 2012 | В-П   |
| -------------------------------------- | ---- | ---- | ---- | ---- | ---- | ---- | ---- | ---- | ---- | ---- | ---- | ---- | ---- | ---- | ---- | ----- |
| Відкритий чемпіонат Австралії з тенісу |      |      |      | 1р   | 4р   | 2р   | 1р   | 3р   | 1р   | Ф    | 3р   | 4р   | 4р   |      |      | 20–10 |
| Відкритий чемпіонат Франції з тенісу   |      |      | К1р  | 2р   | 3р   | ЧФ   | 1р   | 3р   | 2р   | 1р   | ЧФ   | ПФ   | 2р   |      |      | 20–10 |
| Вімблдонський турнір                   |      |      |      | К1р  | 2р   | 1р   | 3р   | ЧФ   | 3р   | 3р   | 2р   | 3р   |      | 3р   |      | 16–9  |
| Відкритий чемпіонат США з тенісу       |      |      | 2р   | К1р  | ЧФ   | 3р   | 1р   | 3р   | 3р   | 1р   | 4р   | ЧФ   | 1р   | 1р   |      | 18–11 |
| В-П                                    | 0–0  | 0–0  | 1–1  | 1–2  | 10–4 | 7–4  | 2–4  | 10–4 | 5–4  | 8–4  | 10–4 | 14–4 | 4–3  | 2–2  | 0–0  | 74–40 |

### Фінали турнірів Великого шолома

#### Одиночний розряд: 1 (1 поразка)
| Результат | Рік  | Турнір                                 | Покриття | Суперник       | Рахунок            |
| --------- | ---- | -------------------------------------- | -------- | -------------- | ------------------ |
| Поразка   | 2007 | Відкритий чемпіонат Австралії з тенісу | Тверде   | Роджер Федерер | 6–7(2–7), 4–6, 4–6 |

### Фінали Олімпіад
| Результат | Рік  | Турнір                 | Покриття | Суперник       | Рахунок            |
| --------- | ---- | ---------------------- | -------- | -------------- | ------------------ |
| Срібло    | 2008 | Літні Олімпійські ігри | Тверде   | Рафаель Надаль | 3–6, 6–7(2–7), 3–6 |